# Croton habrophyllus
Espèce
Classification APG II (2003)
Croton habrophyllus est une espèce de plantes à fleurs du genre Croton et de la famille Euphorbiaceae, présente au nord de l'Australie.